# Kukkarokivi

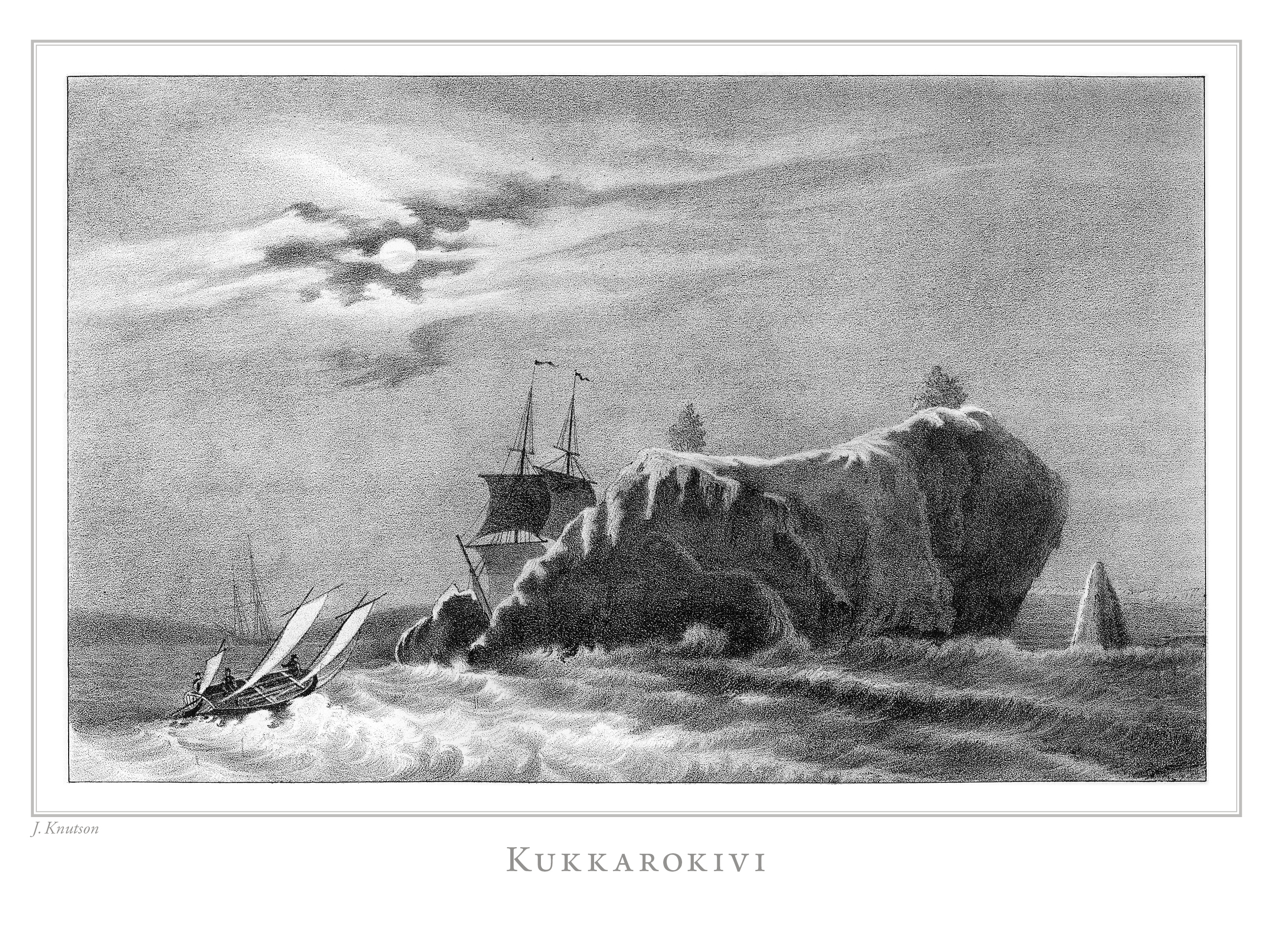
Litografi av Kukkarokivi i Finland framstäldt i teckningar utgiven 1845-1852.

Kukkarokivi är en ö och ett flyttblock i landskapet Egentliga Finland i sydvästra Finland. Flyttblocket är beläget i Östersjön, 9 km väster om residensstaden Åbo och 160 km väster om huvudstaden Helsingfors.